# Sivatherium
Sivatherium (Grieks voor 'beest van Shiva') is een geslacht van uitgestorven evenhoevigen uit de familie Giraffidae, die zich in heel Afrika uitstrekten tot het Indiase subcontinent. Sivatherium was een giraffe-achtige die leefde gedurende het Plioceen, Pleistoceen en Holoceen. Vondsten in Afrika stonden vroeger bekend als Libytherium maurusium. Sivatherium leefde mogelijk tot 8000 jaar geleden in Noord-Afrika, aangezien op grotschilderingen in de Sahara afbeeldingen voorkomen die sterk op dit dier lijken.
De soort Sivatherium giganteum is, qua gewicht, een van de grootste bekende giraffen en ook een van de grootste herkauwers aller tijden. De Afro-Aziatische soort S. maurusium, werd ooit in het geslacht Libytherium geplaatst. De overblijfselen van S. giganteum zijn hersteld van de uitlopers van de Himalaya, die van ongeveer 1 miljoen jaar geleden dateren.

## Beschrijving
Uiterlijk leek Sivatherium meer op een okapi dan op een hedendaagse giraffe. Het dier had een stevig gebouwd lichaam, kortere poten en een kortere hals. Sivatherium had een schouderhoogte van 2.2 meter en een gewicht van ongeveer vierhonderd kilogram. Een nieuwere schatting heeft een geschatte lichaamsmassa van ongeveer 1.250 kilogram opgeleverd. Dit zou van Sivatherium een van de grootste bekende herkauwers maken, die de moderne giraf en de grootste runderen evenaren. Deze schatting van het gewicht wordt als een onderschatting beschouwd, omdat er geen rekening wordt gehouden met de grote hoorns van de mannetjes van de soort. De mannelijke dieren hadden grote vertakte, geweiachtige benige hoorns boven op de kop en een paar kleinere kegelvormige bij de ogen, waarschijnlijk bedoeld om mee te pronken of ter verdediging. Aan de robuuste schoudergordel zullen sterke nekspieren aangehecht hebben om de grote, zware kop te kunnen ondersteunen.

## Leefwijze
Sivatherium was een zogenaamde mixed-feeder, het dier at zowel bladeren van struiken en bomen als gras.

## Habitat
Het leefde op de vlaktes van India en Afrika, met vondsten in Libië, Marokko, Tunesië en India.